# Borščiv
Borščiv (in ucraino Борщів?; in russo Борщёв?, Borščëv) è una città dell'Ucraina (10 632 abitanti) situata nel distretto di Čortkiv, nell'oblast' di Ternopil'. Ospita l'amministrazione della comunità territoriale di Borščiv, una delle comunità territoriali dell'Ucraina.
Fino al 18 luglio 2020 Borščiv è stata il centro amministrativo del distretto di Borščiv, abolito come parte della riforma amministrativa dell'Ucraina, che ha ridotto a tre il numero dei distretti dell'oblast' di Ternopil'.  L'area del distretto di Borščiv è stata trasferita al distretto di Čortkiv.